# Cuthbert Mayne
Pour les articles homonymes, voir Mayne.
Cuthbert Mayne, né en 1544 à Youlston (Devon, Royaume-Uni) et mort le 29 novembre 1577 à Launceston (Cornouailles, Angleterre), est un prêtre catholique et martyr anglais, exécuté in odium fidei sous le règne de la reine Élisabeth Ire.

## Biographie

### Une jeunesse anglicane
Fils de William Mayne, il est baptisé le 20 mars 1544 dans la religion anglicane. Son oncle, prêtre au sein de l'Église d'Angleterre, lui paie ses études à la Barnstaple Grammar School. Il est lui-même ordonné prêtre à l'âge de dix-sept ans, et devient recteur au village de Huntshaw. Il fréquente ensuite l'université de St Alban Hall et le St John's College à Oxford, où il est également aumônier. Il en sort diplômé en 1570.

### La conversion au catholicisme
À Oxford, il rencontre notamment Edmond Campion ou encore Grégoire Martin, qui l'influencent au point qu'il se convertit au catholicisme. À la fin de l'année 1570, une lettre lui étant adressée par le père Martin, tombe entre les mains de l'évêque anglican de Londres, qui tente alors de le faire arrêter. Mais, averti par Thomas Ford, il réussit à y échapper et s'enfuit à Douai, dans les Pays-Bas espagnols.
Il est ordonné prêtre catholique à Douai en 1575. Le 7 février de l'année suivante, il obtient un baccalauréat en théologie à l'Université de Douai. Le 24 avril suivant, il part en mission en Angleterre, en compagnie du père John Payne.

### Le martyre
Considérés comme des agents du pape, les missionnaires de Douai sont accusés de vouloir renverser la reine. C'est pourquoi, le 8 juin 1577, les officiers de la couronne arrêtent le père Maynes, qui est également accusé d'avoir amené en contrebande une bulle pontificale. Bien que ces accusations ne peuvent être prouvées, il est condamné à mort.
Le 29 novembre 1577, il est pendu, éventré et écartelé. Ses entrailles sont brûlées et ses membres sont empalés sur des poteaux dans les villes de Wadebridge, Tregony, Barnstaple et Bodmin.

## Vénération
Cuthbert Mayne fut béatifié le 29 décembre 1886 par le pape Léon XIII, puis canonisé le 25 octobre 1970 par le pape Paul VI. Il est l'un des Quarante martyrs d'Angleterre et de Galles représentant toutes les victimes innocentes des persécutions anti-catholiques qui ont péri durant une longue période, entre 1535 et 1679. Il est également le premier prêtre du séminaire mort pour sa foi. Il figure aussi sur la liste des dits martyrs de Douai. Il est célébré individuellement le 29 novembre ainsi que le 25 octobre en tant que martyr d'Angleterre.

## Source
- (en) Cet article est partiellement ou en totalité issu de l’article de Wikipédia en anglais intitulé « Cuthbert Mayne » (voir la liste des auteurs).